# Скален гълъб
Скалният гълъб (Columba livia) е сравнително дребна птица от семейство Гълъбови (Columbidae). Името си получава от навика да гнезди по скални корнизи, което продължава да бъде характерна черта и на домашния гълъб, чийто див предшественик е скалният (фактически те са един вид), и с който често се кръстосват.

## Особености
В дивата природата скалният гълъб е предпазлива и плашлива птица. Живее из скални проломи, преддверия на пещери и по каменисти острови. На вид е сиво-синкав, с по-светли или тъмнонапетнени криле, с 2 черни, лентовидни препаски на крилете и бял кръст на гърба, който се отличава в полет.
Скалните гълъби живеят на двойки или на малки ята. Хранят се с всякакви видове зърнени и житни култури, семена от диви растения, пъпки, кълнове, треви, листа, плодове. 
Съществува мнение, че гълъбите са нискоинтелигентни, но някои експерименти показват, че скалният гълъб си създава концепции и категоризира обектите около себе си по много подобен на характерния за хората начин. На снимки на хора облечени по необичаен начин, с намалени или увеличени спрямо околните обекти размери, деца, жени, голи хора, снимани от различен ракурс (посока на погледа), части на тяло, като ръка, крак, глава, те успешно са успявали да разпознаят човешката им същност.

## Размножаване
Полова зрелост достигат на 1-годишна възраст.
Гнездото си строят от тънки клечки и сламки, често - рехаво и сравнително плоско, Гълъбицата снася 2 бели яйца с овална форма, които мътят грижливо и на смени и двамата родители в продължение на около 18 дни. Новоизлюпените гълъбчета (наричани голишарчета) се излюпват слепи и покрити с рядък жълт пух (къса и неразвита перушина). Родителите ги хранят отначало с птиче мляко - специална кашица, която отделят в гушата си, смесена с омекнали зърна, към каквито после преминават. Когато напуснат гнездото родителите продължават още известно време да хранят малките. След като те се отдалечат от гнездото, родителите им мътят втори или трети път.

## Домашен гълъб
Опитомяването на скалните гълъби се е случило още в дълбока древност. Постепенно са селектирани 200 породи домашни гълъби, използвани от хората с различни цели. Например някои от тях, имащи по-едри размери - за храна, други - с декоративна цел, поради екзотичните си окраска (цветове) или оперение, а трети - за спектакли, заради изпълняваните от тях необичайни движения по време на полет. В миналото домашният гълъб е ползван и като преносител на съобщения, благодарение на силно развитото си чувство за ориентация и склонност да се завръща винаги в постоянното си местообитание - т.нар. пощенски гълъб.